# Nel mio amore
Nel mio amore è un film del 2004, esordio alla regia della scrittrice Susanna Tamaro. La trama del film è basata sul secondo racconto del libro Rispondimi, scritto e pubblicato da Tamaro nel 2001, intitolato L'inferno non esiste. 
Questo film è riconosciuto come d'interesse culturale nazionale dalla Direzione generale Cinema e audiovisivo del Ministero per i beni e le attività culturali e per il turismo italiano, in base alla delibera ministeriale del 4 febbraio 2003.

## Trama
Stella è sposata con Fausto, un uomo d'affari insensibile e crudele, dal quale ha avuto due figli: Laura e Michele. Mentre Laura cresce adattandosi al terribile clima familiare imposto dal padre, Michele vi si oppone sviluppando una personalità e una sensibilità particolari, fino ad accostarsi alla religione e a un sentimento mistico di spiritualità; ma il ragazzo muore investito dal padre in un incidente stradale.